# Ombrophila violacea
Ombrophila violacea är en svampart som först beskrevs av Johann Hedwig, och fick sitt nu gällande namn av Elias Fries 1849. Ombrophila violacea ingår i släktet Ombrophila och familjen Helotiaceae.  Arten är reproducerande i Sverige. Inga underarter finns listade i Catalogue of Life.